# Фарук Хаджибегич
Фару́к Хаджибе́гич (босн. Faruk Hadžibegić, нар. 7 жовтня 1957, Сараєво) — колишній югославський та боснійський футболіст, захисник. По завершенні ігрової кар'єри — футбольний тренер.
Як гравець насамперед відомий виступами за клуби «Сараєво» та «Сошо», а також національну збірну Югославії.

## Клубна кар'єра
У дорослому футболі дебютував 1976 року виступами за місцеве «Сараєво», в якому провів дев'ять сезонів, взявши участь у 241 матчі чемпіонату. Більшість часу, проведеного у складі «Сараєва», був основним гравцем захисту команди, допомігши команді у сезоні 1984-85 стати чемпіоном Югославії.
Протягом 1985–1987 років захищав кольори іспанському клубу «Реал Бетіс».
Своєю грою за останню команду привернув увагу представників тренерського штабу французького «Сошо», до складу якого приєднався влітку 1987 року і в першому ж сезоні допоміг команді виграти Лігу 2. Всього відіграв за команду з Сошо сім сезонів своєї ігрової кар'єри. Граючи у складі «Сошо» також здебільшого виходив на поле в основному складі команди.
Протягом сезону 1994/95 виступав за «Тулузу», що грала у Лізі 2, але відігравши за команду з Тулузи лише 8 матчів в національному чемпіонаті, завершив кар'єру гравця.

## Виступи за збірну
1982 року дебютував в офіційних матчах у складі національної збірної Югославії.
У складі збірної був учасником чемпіонату Європи 1984 року у Франції та чемпіонату світу 1990 року в Італії.
Всього провів у формі головної команди країни 61 матч, забивши 6 голів.
Після розпаду Югославії до жодної нової збірної не запрошувався.

## Кар'єра тренера
Розпочав тренерську кар'єру 1995 року, очоливши тренерський штаб клубу «Сошо», де і працював до 1998 року.
1999 року недовго очолював збірну Боснії і Герцеговини, після чого став тренером клубу «Реал Бетіс», який вийшов під його керівництвом до Прімери 2001 року.
Протягом 2003—2004 років тренував французьке «Труа», після чого перебрався до Туреччини, де був головним тренером «Ґазіантепспора», «Діярбакирспора» та «Денізліспора».
2007 року повернувся у Францію, де тренував «Ніор» та «Діжон».
У сезоні 2009/10 Хаджибегич тренував «Бастію», проте клуб під його керівництвом виступив невдало, посівши за підсумками сезону останнє,20 місце в Лізі 2 і вибувши в Лігу 3. У травні Хаджибегич покинув команду.
У жовтні 2010 року Фарук Хаджибегич очолив дебютанта Ліги 1 «Арль-Авіньйон», але за підсумками сезону 2010/11 клуб посів останнє місце в турнірі, здобувши лише 3 перемоги (з них 2 в останніх 3 турах) в 38 іграх, і вибув у Лігу 2, після чого Фарук покинув клуб.

## Титули і досягнення
- Чемпіон Югославії (1):

«Сараєво»: 1984-85